# 大辻司郎
大辻 司郎（おおつじ しろう、1896年（明治29年）8月5日 - 1952年（昭和27年）4月9日、本名：大辻四郎）は、日本の活動弁士、漫談家。
漫談という言葉をつくり、自ら漫談家元と名乗った文字通り漫談家の草分け。もく星号墜落事故犠牲者のひとりとしても知られる。

## 経歴
東京市日本橋出身。甲洋学舎卒業、父がやっていた「尾張屋」という株屋を経て活動弁士染井三郎や柳思外に師事。浅草帝国館で初舞台。活動写真の弁士を目指し、独学で1916年（大正5年）に外国映画の弁士としてスタート。きっかけはその年の徴兵検査で甲種合格したため、兵役から逃れる為だったという。喜劇専門の弁士として活躍。独特の奇声で喋る『勝手知ったる他人の家』、『胸に一物、手に荷物』、『ハラハラと落つる涙を小脇に抱え』といったフレーズで一躍、人気弁士に躍り出る。その頃、同じく弁士として第一線で活躍していた徳川夢声と出会う。
夢声をして天才と言わしめるほどの話術を持ち、また本人も弁士よりも独立した喋りで寄席に進出する事を考える。1923年（大正12年）に発生した関東大震災で東京の映画館が使用不可となったことから（停電で暗転になり急場しのぎでしゃべったら受けた）、弁士が一時休業状態となったのを機に、夢声や3代目柳家小さんの後押しで、「漫談」という単語を作り、1924年に漫談家として再スタート。「アノデスネ。ボクデスネ」で一世を風靡した。これに続き西村小楽天、井口静波、牧野周一といった失業した他の弁士も漫談家として出発する。1926年に夢声が音頭をとり、古川緑波、山野一郎と共にナヤマシ会を結成。この会は1932年までに9回公演し、大辻は天才的な即興芸で観客を大いに湧かせた。1933年には緑波、夢声と共に笑の王国を結成した。
1952年（昭和27年）3月31日、旧活弁仲間による活動大写真を偲ぶ夕に司会役として出席、ここでも大いに湧かせた。4月9日、羽田から大阪を経て長崎復興平和博覧会へ向かう途中、搭乗した日航機「もく星」号が三原山に墜落し、他の乗客とともに死去した（もく星号墜落事故）。

## 死をめぐって
もく星号墜落時には情報が錯綜し、「一部（もしくは全員）の乗客が救助された」という未確認情報も流れたため、現実にはあり得ない「危うく助かった大辻司郎氏」の談話が捏造され、写真付き記事（「漫談の材料が増えたよ――かえって張り切る大辻司郎氏」との見出しが付けられていた）として地方紙『長崎民友新聞』に掲載されるという事件が起こった（詳細はもく星号墜落事故#誤報、捏造報道参照）。

## 家族
大辻伺郎 - 大辻の次男で俳優。（長男は13歳で心臓弁膜症で亡くなっている。）1973年（昭和48年）には父親と同じ「大辻司郎」に改名したが、その数ヵ月後に首吊り自殺した。

## 出演作品

### 映画
- 踊る竜宮城（1949年、松竹）河童の大将